# Gunstad Station
Gunstad Station (Gunstad holdeplass) var en jernbanestation på Roa-Hønefossbanen, der lå i Jevnaker kommune i Norge. Den lå på skråningerne over og øst for Sløvika, nord for byområdet Jevnaker.
Stationen blev oprettet som trinbræt i 1930. Den blev nedlagt officielt 28. maj 1989, men ikke desto mindre fortsatte togene med at stoppe der, indtil persontrafikken på banen blev indstillet 16. juni 2002.